# Inmigración brasileña en Chile
La inmigración brasileña en Chile hace referencia al movimiento migratorio desde la República Federativa del Brasil hacia la República de Chile, ambos países de América del Sur. Los brasileños residentes en Chile, al igual que viceversa, son autodenominados como «brachilenos» en señal de sincretismo cultural y fraternidad.

## Historia

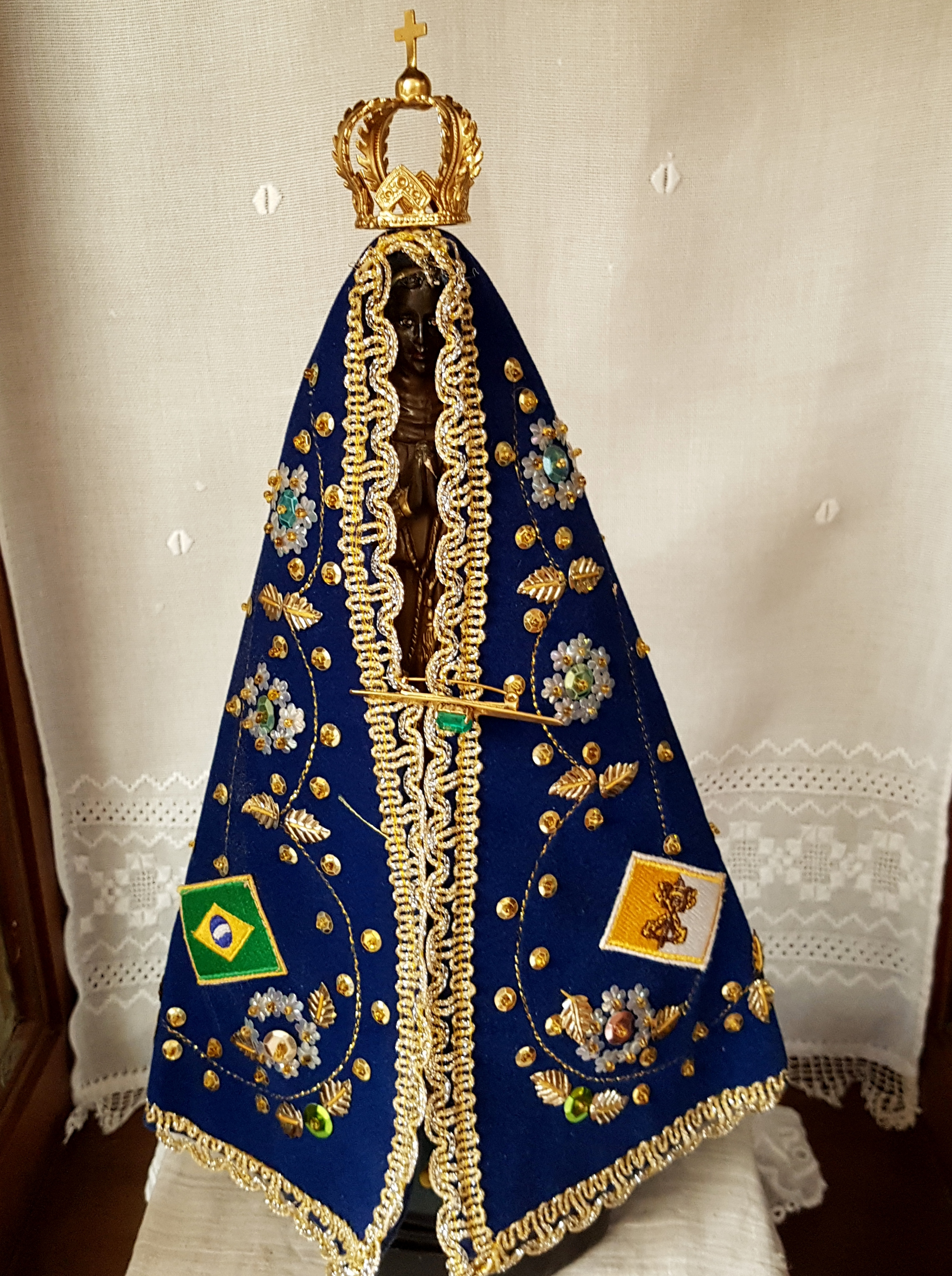
Imagen de Nuestra Señora de la Concepción Aparecida instalada en la Parroquia Latinoamericana de Santiago por la comunidad brasileña residente en la ciudad

### Chile colonial
Durante la época de la colonización europea de América, en los siglos del Chile colonial, en los cuales el territorio se encontraba bajo el dominio del Imperio español, mientras que la colonización de Brasil fue realizada por el Imperio portugués, no hubo grandes movimientos migratorios debido a las pugnas y rivalidades de los respectivas potencias colonizadoras. No obstante a lo anterior, se tiene registro de flujos de esclavos negros que eran llevados desde el puerto de Río de Janeiro hacia el Virreinato del Perú, donde también fueron repartidos por los actuales territorios chilenos, especialmente en el Norte del país y otros al puerto de Valparaíso. Ellos formaron parte de la formación de la comunidad afrochilena.

### Siglo XX
Tras la caída del gobierno de João Goulart y el establecimiento de la dictadura militar en Brasil, grupos de brasileños de ideología de izquierda partieron al exilio político en Chile bajo los gobiernos de Eduardo Frei Montalva y Salvador Allende; sin embargo, debido al derrocamiento de este último por la dictadura militar presidida por Augusto Pinochet, muchos de ellos debieron emigrar nuevamente hacia otros países que no efectuaran políticas de persecución antimarxista, al ser ambos regímenes militares con una marcada tendencia a la derecha política.

### Siglo XXI
Al 2014, los inmigrantes brasileños representaban el 3% del total de extranjeros en el país, según el informe del Departamento de Extranjería y Migración del Gobierno de Chile. Según el censo chileno de 2002 residían cerca de 8.900 migrantes brasileños en Chile, de acuerdo a un informe de fines de 2020, residen 19.980 personas de nacionalidad brasileña en territorio chileno.

## Brasileños notables residentes en Chile
- Francini Amaral, bailarina nacionalizada chilena.

## Chilenos descendientes de brasileños
- Joe Vasconcellos, cantante y compositor.